# ジョイスタッフ
株式会社ジョイスタッフ（JOY STAFF）は、フリーランスのキャスターやリポーターらを多数を擁する芸能事務所。
所属タレントの立場はフリーなので、出演放送局は基本的に問わない。

## 所属タレント一覧
五十音順・2023年9月現在

### 男性
- 梅中悠介
- 大松彰
- 梶山修（元長崎文化放送）
- 川井淳史
- 住田洋（元テレビ愛媛）
- 平松伴康
- 牧広大（元仙台放送）
- 宮本賢一（元山形テレビ）

### 女性
| - 荒木優里（元瀬戸内海放送、元テレビ埼玉契約） - 安蒜幸紀（元群馬テレビ） - 砂岡春奈 - 猪坂温子 - 石岡麻奈美 - 石橋茜 - 石原李夏 - 一瀬友里（業務提携） - 市場里奈（元セント・フォース、テレビ新広島） - 今東紗理 - 岩佐早希（元NHK山形放送局、NHK神戸放送局、名古屋テレビ） - 江口実玖（元NHK秋田放送局、とちぎテレビ） - 大枝桃果 - 大栗麻未（元北海道放送） - 大塩由起（元テレビユー山形） - 大東和華子（元テレビ山口） - 小川麻希 - 小川真由美（元ラジオ福島） - 荻野仁美（元西日本放送、WOWOW） - 小野美希（元NHK和歌山放送局、テレビユー福島） - 粕谷紘世 - 加田晶子（元青森朝日放送） - 河島未怜（旧芸名・宇佐美怜） - 河野恵（元山口朝日放送） - 北村麗（元岡山放送、気象予報士、株式会社ウェザーマップと業務提携） - 木村カレン（元山形テレビ） - 黒宮千香子（元山口朝日放送） - 源田愛莉那（元NHK前橋放送局、NHK金沢放送局） - 剣持幸恵（元NHK鳥取放送局、NHK水戸放送局） - 後藤万里子（NHK福島放送局） - 小林果鈴 - 坂本麻子 - 佐々木麻衣 - 佐々木真奈美（元山形テレビ、元TBSニュースバードキャスター） - 佐竹明咲美（元テレビせとうち） - 佐田志歩（元瀬戸内海放送） - 佐藤香（元青森テレビ） - 佐藤ちひろ - 佐藤美樹（元NHK前橋、テレビ埼玉ほか） - 澤木麻弥（元北日本放送） - 清水亜里沙 - 陣内智衣（元NHK高知契約、石川テレビ） - 須貝茉彩 - スミス春子（元静岡朝日テレビ） - 鈴谷優（元テレビ長崎契約） - 瀬戸沙織 - 瀬戸山知花 | - 高里絵理奈（元テレビ静岡） - 髙島英里奈（元福島放送） - 高橋明日香 - 高松祥子（元NHK奈良放送局、NHK首都圏放送センター） - 竹内里佳 - 竹下梨帆（元NHK岐阜放送局） - 田﨑麻友美（気象予報士、株式会社ウェザーマップと業務提携） - 田中歩 - 田中宏美 - 多和田弓子 - 坪北奈津美（元東日本放送） - 出口朋香（元NHK前橋放送局、テレビユー福島） - 冨並望美（元チューリップテレビ） - 中川倫子 - 中島梓 - 長塚みどり - 中西希（株式会社ウェザーマップと業務提携） - 中山夏実（元NHK鳥取放送局） - 夏田理央（元NHK宮崎放送局） - 成瀬琴 - 登レイナ（元秋田朝日放送） - 長谷部真奈見（元福井放送） - 花崎阿弓 - 早川茉希（元瀬戸内海放送） - 林由美子 - 坂真弓子 - 瞳ゆゆ（元宝塚歌劇団花組娘役） - 平石彩子（元新潟放送） - 藤田りえ（旧芸名・藤田理恵、元山口朝日放送） - 堀井七絵（元新潟総合テレビ） - 堀内由香（元信越放送） - 堀江舞 (元サガテレビ・蕨ケーブルビジョン) - 堀真奈美 - 町田裕美 - 松岡みゆき（元富山テレビ） - 松田朋子（元熊本朝日放送） - 松本由香子 - 丸井汐里（元NHKラジオセンター） - 圓山詩織（元福井テレビ） - 水上乃吏子（元NHK札幌、2014年以降業務提携） - 南祐希（元青森テレビ） - 宮脇理恵子 - 向井沙耶 - 村田美紀（元テレビ山梨、気象予報士、株式会社ウェザーマップと業務提携） - 室照美（元北陸放送、文化放送） - 茂木歩 - 望月麗奈（元信越放送、テレビ埼玉） - 元田芳（元茨城放送、とちぎテレビ） - 森下由香（元西日本放送） - 森本茉菜 - 安田さち - 柳田真利 - 山田香菜子（元山口朝日放送） - 山田かれん - 山田桃子 - 山本潤 - 吉田愛梨 - 渡部菜都美 |

## 所属していた人物

### 男性
- 阿部宣祐
- 伊藤英一郎（元テレビ北海道）
- 関根信宏（元エフエム宮崎、長崎放送）

### 女性
- 芦川愛子（元茨城放送）
- 芦崎愛
- 荒生沙緒利（元TBSラジオ954　情報キャスター）
- 莇陽子（元福島放送）
- 粟田美紗（元NHK秋田、山陰放送）
- 有馬香（元四国放送）
- 安藤久美子（元岡山放送）
- 池田めぐみ（元HELLO FIVE）
- 石井江奈（元青森朝日放送）
- 石井久美
- 石川紀子（元山口放送、テレビ埼玉契約）
- 伊藤里絵（元テレビ新広島、現セント・フォース）
- 井上優里
- 井原早紀（元NHK松山放送局）
- 岩田まこ都（現シー・フォルダ）
- 植杉尚子（元石川テレビ）
- 岡本さくら
- 岡本由季（元福島放送、信越放送）
- 沖津那奈
- 大河内孝子（元テレビせとうちアナウンサー）
- 大島紫央
- 小澤瞳
- 笠井さやか（元新潟テレビ21、千葉テレビ放送）
- 勝田香子
- 金井優子
- 金原小織（元南海放送）
- 鎌田紗綾（元富山テレビ）
- 木次真紀（元山陰放送）
- 桐田咲智代（元STV）
- 神山夏希
- 唐澤百合
- 木竜亜希子（元新潟総合テレビ、テレビ信州）
- 久高利奈
- 川越こず恵（元青森テレビ）
- 官琳（元信越放送）
- 北里麻実
- 木村佳那子（元千葉テレビ放送ほか）
- 五藤めぐみ（元ラジオ福島、テレビ山梨）
- 小林真理（元TBSラジオ954情報キャスター）
- 近藤祥子
- 桜井恵麻
- 坂上未樹
- 佐生知花子
- 佐々木瞳
- 鈴木文子
- 鈴木梢
- 清水亜里沙（元東海テレビ）
- 佐々木実季（元オスカープロモーション、現BABYBOO）
- 佐々野宏美
- 澤口麻理（のちにウェザーマップに所属した気象予報士）
- 菅原えり
- 杉山明子（現フレアーブルーム）
- 鈴木久美子
- 高木千晴（元HTB）
- 高橋友希（元鹿児島読売テレビ）
- 髙橋友里絵
- 宮田愛子（元札幌テレビ放送、元テレビ埼玉契約）
- 高田桃衣
- 高松莉紗子
- 田口絵未花
- 高田桃衣
- 田島葉子（元テレビ金沢）
- 館田舞妃
- 棚橋志乃
- 田中美紗貴（元テレビ静岡、新潟放送）
- 戸丸彰子（元テレビ金沢）
- 寺西瑞紀（元瀬戸内海放送）
- 徳武樹里
- 長瀬佳美（元テレビユー福島、テレビ神奈川契約）
- 中岡由佳（元チューリップテレビ契約、現セント・フォース）
- 中川ちひろ
- 成田知栄子（元エフエム石川）
- 西村美月（元NHK水戸契約、NHK新潟契約）
- 西村祐美（元テレビ愛媛）
- 野中智子（元NHK長野契約、NHK千葉契約）
- 登田真由子（元岩手朝日テレビ）
- 馬場智子
- 濱本りか（元東日本放送）
- 林麻奈子
- 原田恵理子（元大分朝日放送）
- 原万理
- 平松真奈美
- 廣瀬なおみ
- 福島美智子
- 藤井奈央
- 松尾由紀子（元長崎文化放送）
- 松林ちさき
- 真野りえ（旧芸名・真野淑實）
- 丸川歩梨
- 丸山裕理
- 三井ちさと
- 宮田愛子（元STV）
- 宮原あつき
- 村上文子
- 目黒貴子
- 山口亜紀（元青森テレビ）
- 山下千尋（元NHK千葉契約）
- 吉年愛梨（元青森放送、WOWOW）